# Святой Матфей (Микеланджело)
Святой Матфей (итал. Il San Matteo) — незаконченная мраморная статуя святого апостола Матфея высотой 216 см, созданная выдающимся скульптором Высокого Возрождения Микеланджело Буонарроти в период 1505—1506 годов. Хранится в Галерее Академии во Флоренции.

## История создания
В середине XV века, консулы (consoli) гильдии торговцев шерстью (итал. Arte della Lana), на которую жители Флоренции возложили надзор за строительством и украшением соборного храма Санта-Мария-дель-Фьоре (l’Opera del Duomo), выступили с предложением украсить здание скульптурами, изображающими персонажей Священного писания. Контракт на создание статуй с лучшими скульпторами Флоренции был заключён Попечительским советом по строительству Собора, согласно которому шестнадцать статуй должны быть установлены по периметру основания будущего купола (по две у каждого из восьми рёбер; в иной версии — на контрфорсах апсиды собора). Поэтому к изображениям двенадцати апостолов добавили образы ветхозаветных героев и пророков.
24 апреля 1503 года Микеланджело подписал договор с цехом «Arte della Lana» на создание двенадцати статуй апостолов для собора Санта-Мария-дель-Фьоре, с условием, что он должен выдавать по одной скульптуре в год. Контракт, однако, был расторгнут 18 декабря 1505 года, «несмотря на то, что Микеланджело, выехавший в следующем году в Болонью и возвратившийся во Флоренцию в марте 1508 года был намерен снова взяться за работу. Кажется, что художник не приложил руку к работе до завершения Давида (апрель 1504 г.), на самом деле первичная обработка и прибытие мраморных блоков во Флоренцию, по утверждению Шарля де Тольная, датируются периодом между 1504 и 1505 годами. Когда скульптор был отозван в Рим в апреле 1504 года, работа перешла к другим скульпторам и „Святой Матфей“ так и остался незаконченным». Другие статуи, впрочем, также не были созданы. До 1834 года «Святой Матфей» оставался в помещении Попечительства Флорентийского собора, а затем был перемещён в атриум Академии художеств, откуда в начале двадцатого века поступил в Галерею Академии.

## Иконографические источники и особенности формы
Подготовительный рисунок к скульптуре можно найти в Кабинете графики в Лувре (№ 1068). Мраморный блок, из которого Микеланджело ваял статую, сохранил своё очертание. Фигура святого показана в сильном движении — левая нога приподнята и опирается на камень. В правой руке апостол держит книгу, крепко прижимая её к телу, движение напряжено, он захвачен энергичным поворотом, полным пафоса, с головой, повёрнутой в профиль, и телом, выдвинутым вперед внутренней силой, которая, кажется, толкает его вверх, будто выражая в первозданном героическом жесте стремление к победе мысли над хаосом. Мощная формообразующая S-образная линия (figura serpentinata) даёт основание предполагать, что среди источников, оказавших влияние на эту работу была позднеантичная скульптурная группа Лаокоон и его сыновья, найденная 14 января 1506 года в Риме (Микеланджело участвовал в её реставрации), а также переосмысление «некоторых мотивов» Донателло, в частности в «Жертвоприношении Исаака». Как отмечал В. Н. Лазарев, «поза святого совсем необычная, поскольку кажется, что Матфей пытается высвободиться из камня, но тот держит его и не отпускает».

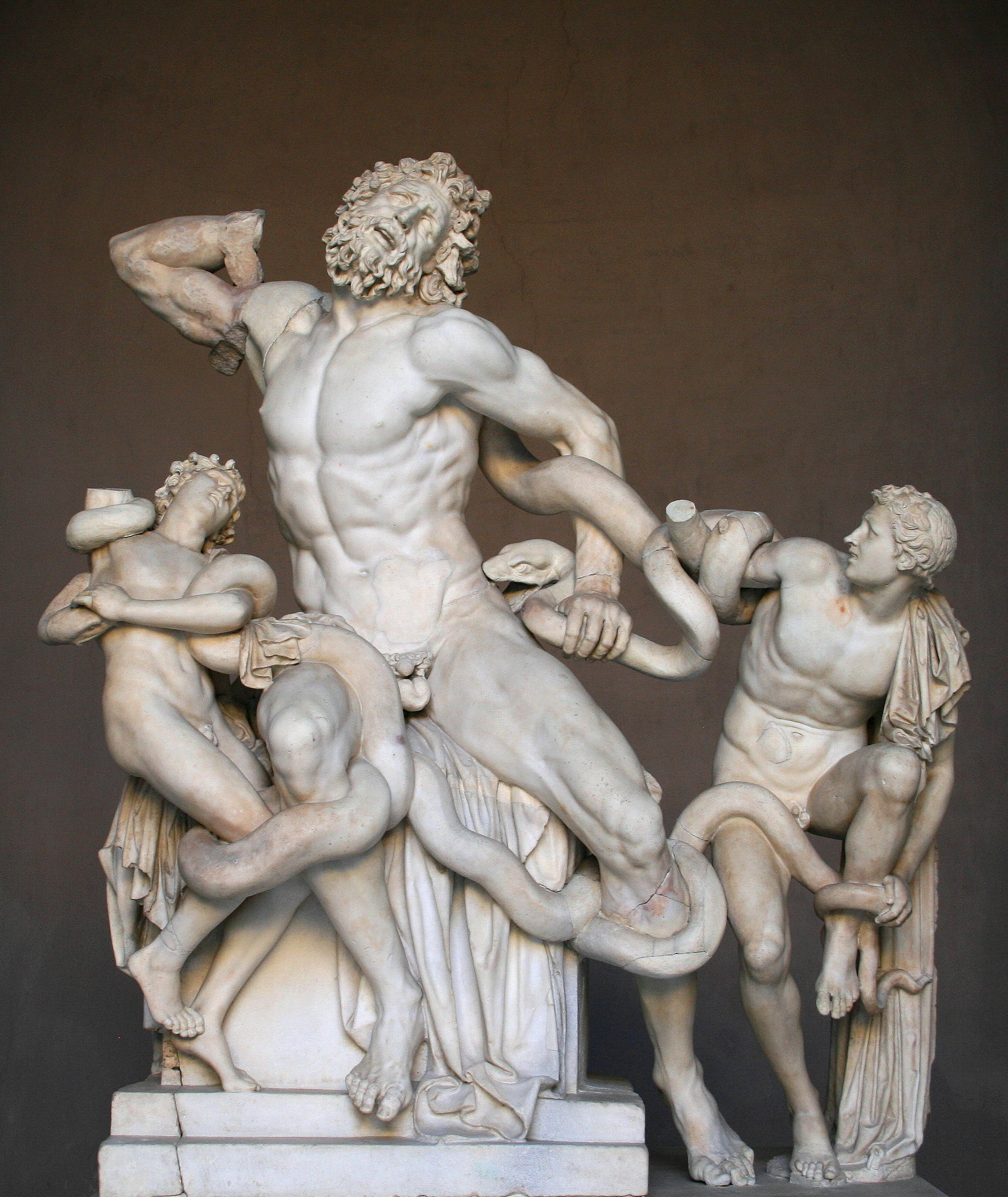
Лаокоон и его сыновья. 50 г. до н. э. Мрамор. Музей Пио-Клементино, Ватикан
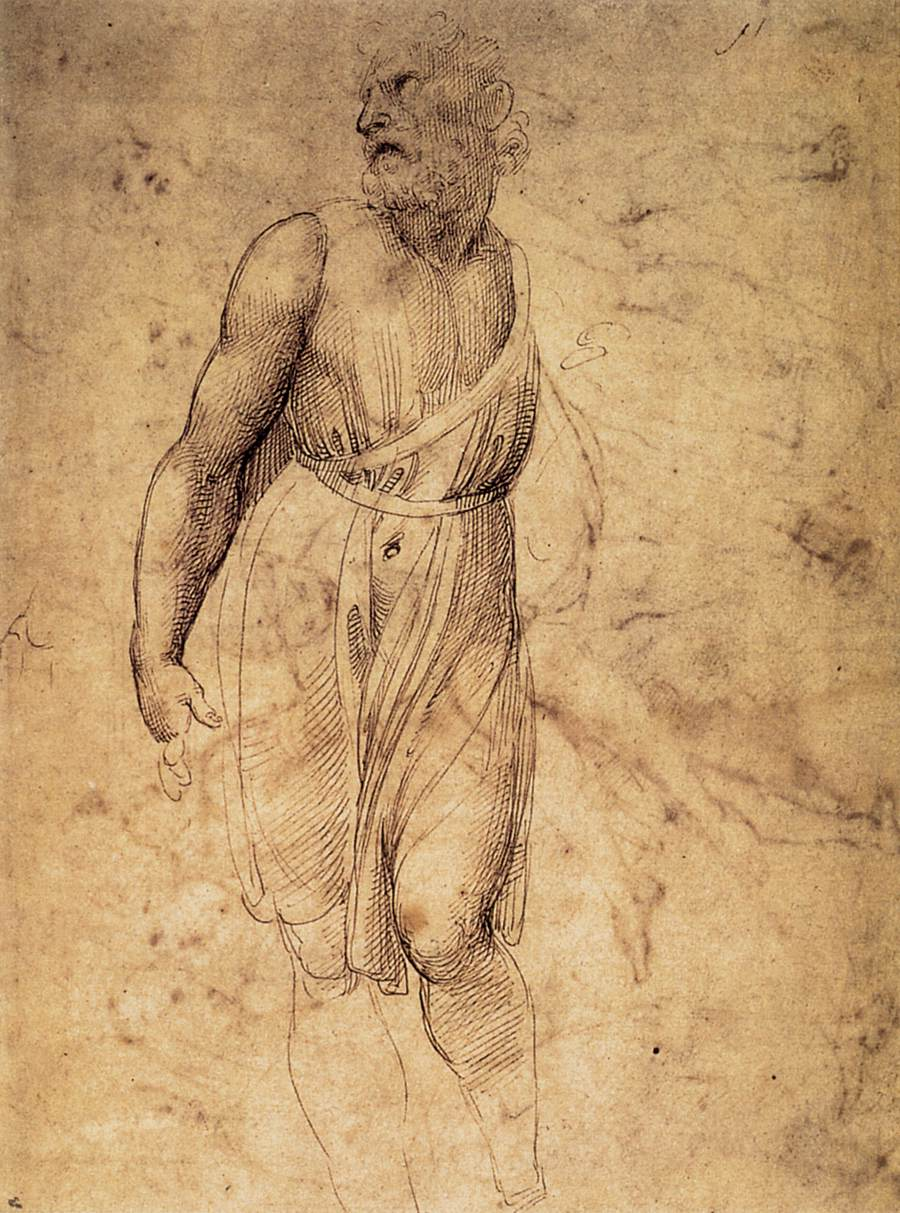
Рафаэль Санти. Евангелист Матфей. Рисунок по скульптуре Микеланджело. Ок. 1507. Перо, чернила. Британский музей, Лондон
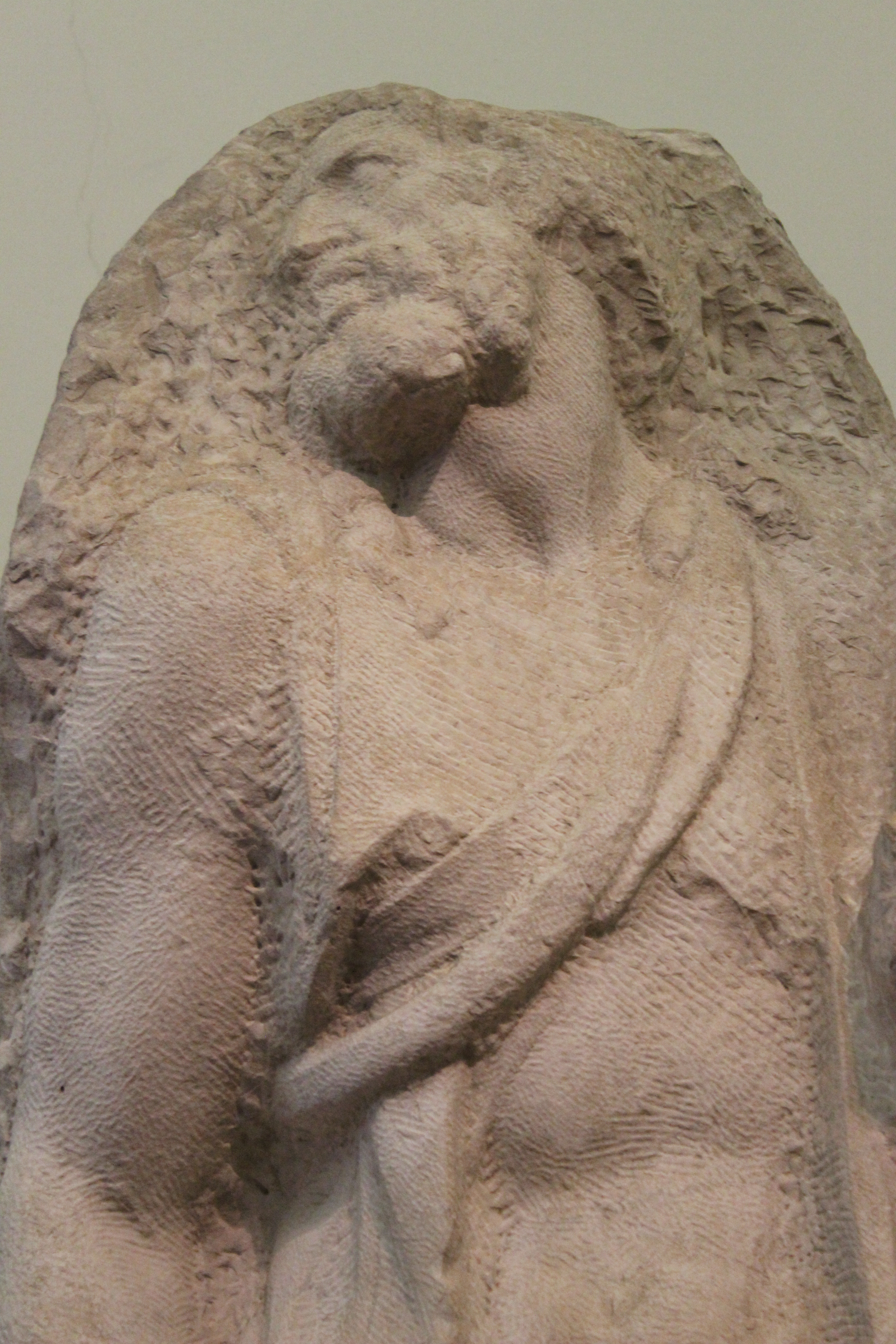
Святой Матфей. Деталь
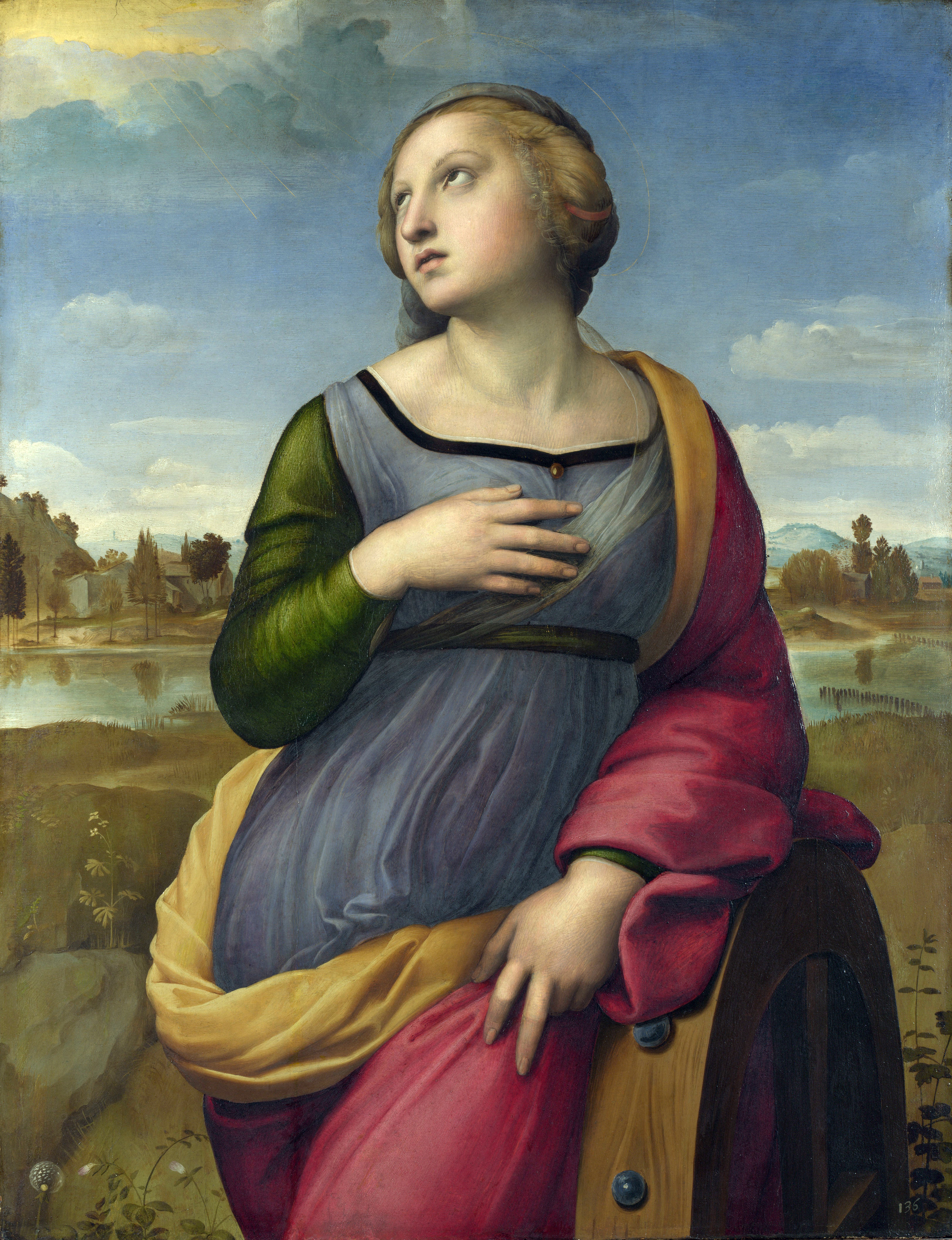
Рафаэль Санти. Видение Святой Екатерины Александрийской. 1508. Дерево, масло. Национальная галерея, Лондон

## Творческий метод Микеланджело, оценки и критика в истории культуры
Джорджо Вазари рассматривал эту работу Микеланджело не как статую, а как предварительную заготовку или модель (modello) будущей скульптуры. Он писал: «В это же время начал он мраморную статую св. Матфея для попечительства Санта Мария дель Фьоре; незаконченная эта статуя свидетельствует о совершенном его мастерстве и поучает других скульпторов, как надлежит высекать статуи из мрамора, не уродуя их, чтобы всегда, снимая мрамор, можно было что-либо выгадать и чтобы можно было в случае надобности, как это бывает, то или другое убрать или изменить». В этом отрывке очевиден подтекст, свидетельствующий о творческом методе Микеланджело, который, по рассказам Асканио Кондиви, ученика мастера, прибегал к последовательному чередованию фронтальных пространственных планов, наблюдая их, опуская восковую модель в ванночку с водой. Этот метод позднее был сформулирован скульптором и теоретиком искусства А. фон Гильдебрандом как «принцип рельефа».
Скульптура «Святой Матфей» замечательна тем, что в ней классический «принцип рельефа» сочетается с S-образной линией и особенностью метода «нон-финита» (итал. non finita — незаконченное), когда скульптура как бы не высвободилась окончательно из мраморного блока. В данном случае, вероятнее всего, что этот приём возник не специально, а случайно, по обстоятельствам, не давшим возможности Микеланджело завершить статую. Однако, как и в скульптурах «Рабов», незавершённость формы наводит на мысль, что в процессе работы «якобы случайная незаконченность, выраженная в активном взаимодействии объёма с массой каменного блока, с ещё не удалёнными остатками мраморной глыбы», могла навести скульптора на новые идеи и он оставил эти скульптуры в стадии «нон-финита». Об этом свидетельствуют дальнейшие поиски Микеланджело в этом направлении в поздних произведениях.
В надгробной речи на смерть Микеланджело, Бенедетто Варки отметил, что это произведение показывает «глубину и совершенство интеллекта и таланта» скульптора. Это может считаться одним из первых документированных свидетельств признания незаконченного произведения искусства.
Современный автор Эрик Шильяно писал, что «Святой Матфей — это значительно больше, и значительно меньше, чем просто незавершённая статуя». В 1998 году было опубликовано стихотворение Луизы Лоуренс Уайт «Микеланджело: Св. Матфей — незавершён», в котором весьма поэтично подмечено, что скульптор перестал работать над камнем «после того, как добрался до его сердца».
Уильям Уоллес отмечал, что произведение Микеланджело имело значительное влияние на его современников, оно проcлеживается, в частности, в позе Святой Екатерины на картине Рафаэля и в скульптурах Якопо Сансовино, например, в статуе Святого Иакова.